# ماهیچه غضروفی‌زبانی
ماهیچه غضروفی‌زبانی (انگلیسی: Chondroglossus) ماهیچه‌ای است به طول دو سانتی‌متر که کار پایین و عقب کشیدن زبان را برعهده دارد.
خاستگاه آن شاخ کوچک و تنه استخوان لامی (هیوئید)، پیوندگاه آن ماده زبان و عصب‌گیری‌اش از عصب زیرزبانی است.
ماهیچه غضروفی‌زبانی گاه به عنوان بخشی از ماهیچه لامی‌زبانی (hyoglossus) توصیف می‌شود اما رشته‌های ماهیچه چانه‌ای‌زبانی (genioglossus) که از کنار حلق می‌گذرد این دو را از هم جدا می‌کند.

## نگارخانه

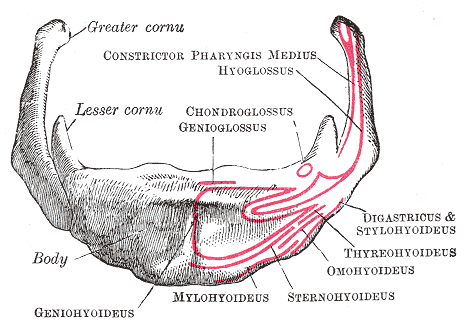